# PM-International AG
PM-International AG  är ett multinationellt företag känt för tillverkning och marknadsföring av näringstillskott, produkter för viktkontroll, näringstillskott för idrottare och personliga hygienprodukter.

## Historik

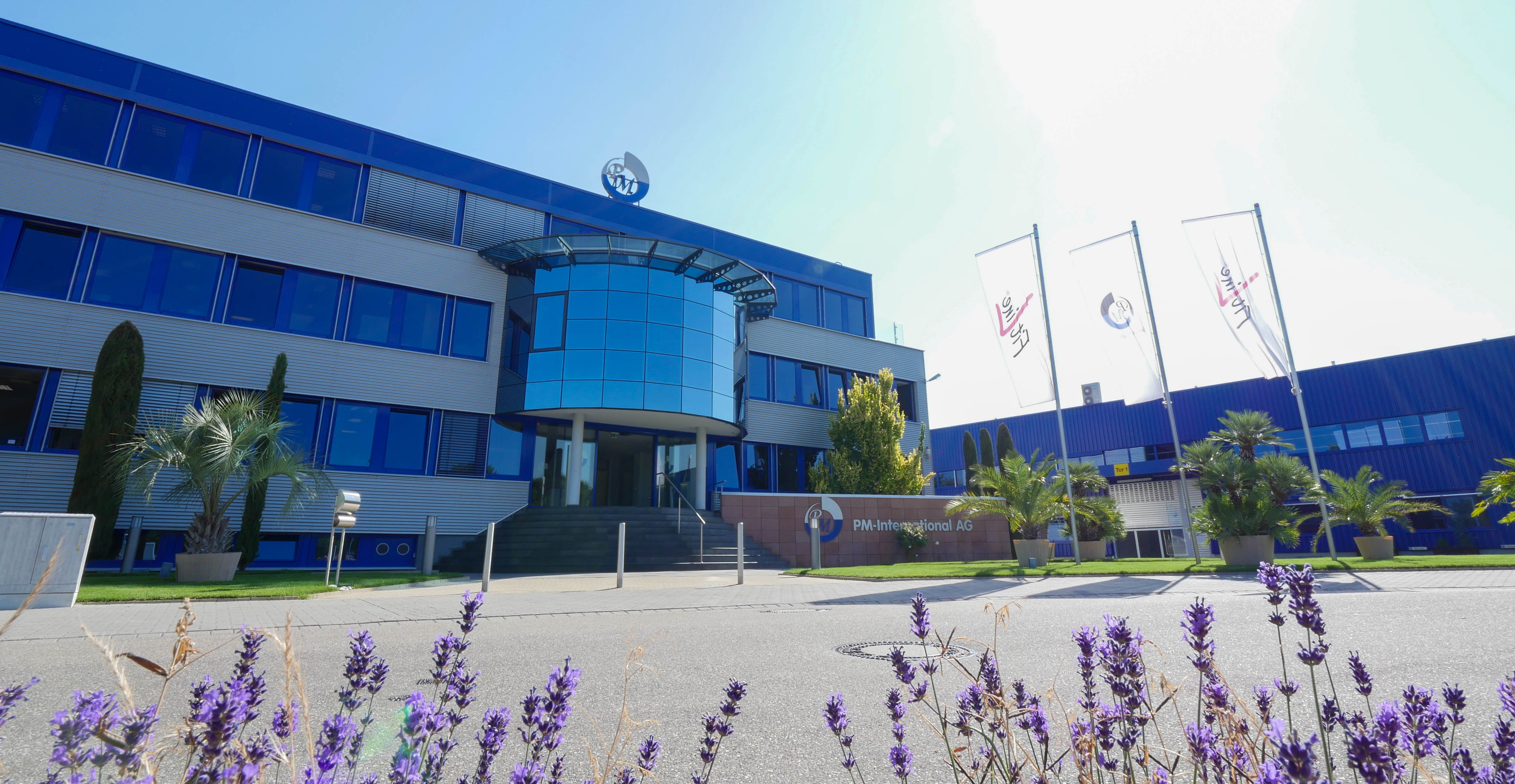
Huvudkontor Europa. (2019)

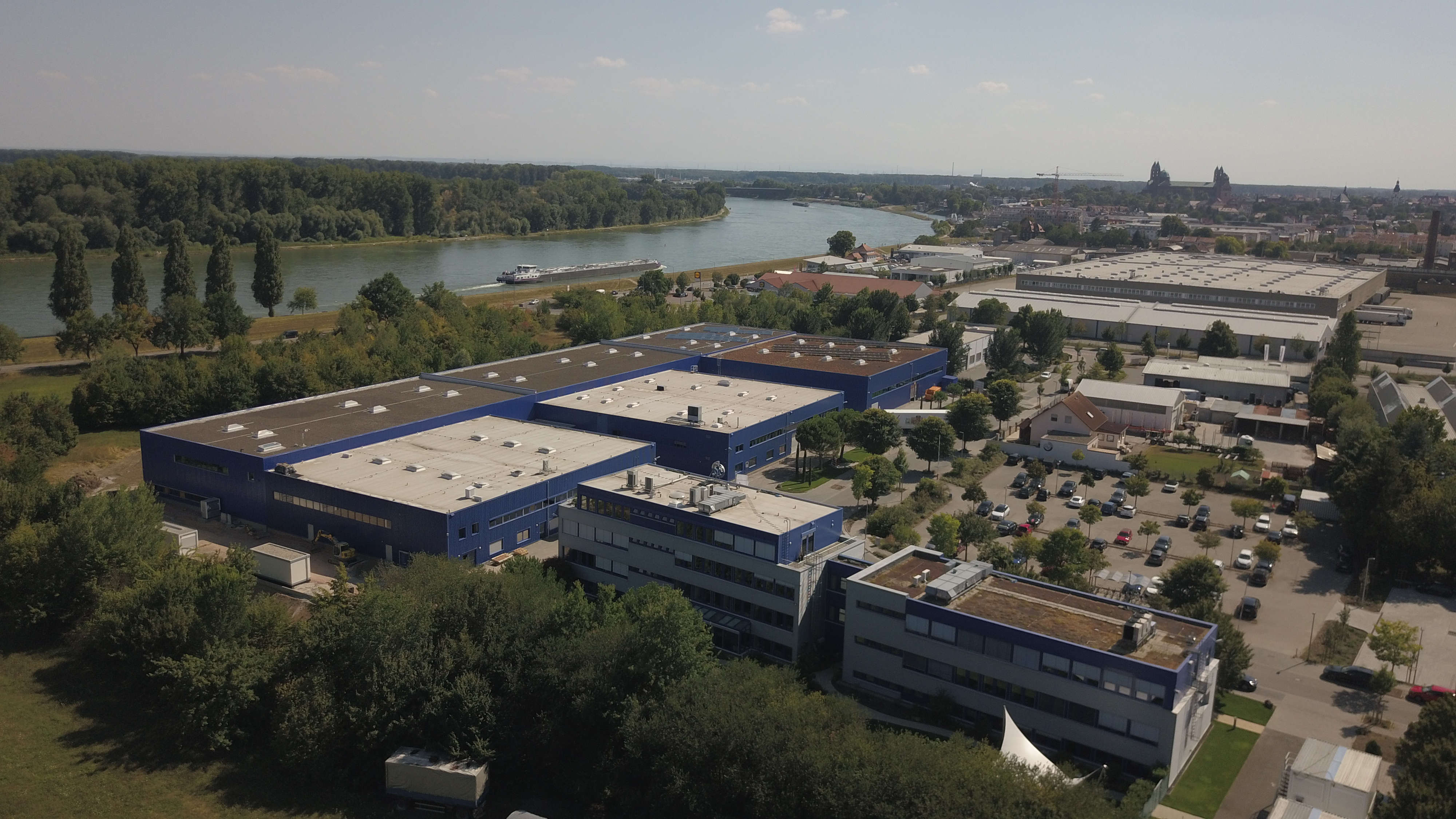
Europeiskt logistikcenter. (2020)

PM-International grundades 1993 av Rolf Sorg i Limburgerhof i Tyskland. Företaget finns nu i Schengen i Luxemburg där det har haft sitt huvudsäte sedan 2015. Samma år som företaget grundades öppnades den första utländska filialen i Polen.
1994 registrerades PM-International på börsen i Luxemburg.  1995 lanserade företaget en produktserie med näringstillskott under namnet FitLine.
År 2000 satte PM-International samman en grupp med vetenskapliga experter vars uppgift är att garantera produktkvaliteten och tillhandahålla vetenskaplig rådgivning gällande produktsammansättningar.  2003 öppnade företaget sitt europeiska logistikcenter i Speyer (Rheinland-Pfalz).  2005 ändrades bolagsformen från ”GmbH” till olistat ”AG”.
2011 bekräftade Frankfurts högre regionala domstol att PM-Internationals marknadsföringsplan var legitim. 2013 intygade TÜV Hessen att PM-International hade en ”rättvis struktur för direktförsäljning”.
2015 öppnade PM-International sitt högkvarter för Asien-Stillahavsområdet i Singapore och företaget invigde det internationella högkvarter i Schengen (Luxemburg) samma år.  2016 blev Rolf Sorg, PM-Internationals grundare och CEO, medlem i WFDSA CEO Council.
2016 undertecknade PM-International AG ett strategiskt samarbetsavtal med Luxemburgs institut för vetenskap och teknik (LIST), en organisation inom forskning och teknik som utvecklar avancerade tekniker och levererar innovativa produkter och tjänster till industrin och allmänheten.
Företaget upprätthåller också ett forskningssamarbete inom näringsvetenskapliga området med Upper Austria University of Applied Sciences.
I nuläget har PM-International över 500 anställda världen över och rapporterade intäkter på 460 miljoner USD för 2016.  I april 2017 distribuerades företagets produkter i 35 olika länder.  PM-International är medlem i World Federation Direct Selling Associations (WFDSA).
År 2022 rankades PM-International som nummer 9 på Direct Selling News lista över direktförsäljningsföretag efter globala intäkter. Företagets intäkter 2021 var 1,71 miljarder dollar.

### Sponsring och näringstillskott för idrottare
Genom sitt varumärke FitLine har PM-International varit officiell sponsor och leverantör för flera idrottsförbund i Europa. Bland annat: Deutscher Skiverband,  Deutscher EisHockey-Bund, Bund Deutscher Radfahrer e.V.,  PZN  och flera andra.

## Priser och utmärkelser
- 2010–2022: Med I DSN Global 100: The Top Direct Selling Companies in the World List (2022 #9)[20]
- 2021 Le Fonti Award.[25]